# Pertti Karppinen
Pertti Johannes Karppinen, (född: 17 februari 1953 i Vemo), är en före detta finsk tävlingsroddare. 
Karppinen tävlade för sportklubben Neste RC och vann  OS-guld i Montreal 1976, Moskva 1980 och  Los Angeles 1984 i singelsculler.